# Chifeng
Chifeng (chiń. 赤峰; pinyin Chìfēng; mong. Ulaɣanqada) – miasto o statusie prefektury miejskiej w Chinach, w regionie autonomicznym Mongolia Wewnętrzna. W 2010 roku liczba mieszkańców miasta wynosiła 391 521. Prefektura miejska w 1999 roku liczyła 4 476 242 mieszkańców. Ośrodek przemysłu maszynowego, skórzanego i spożywczego oraz wydobycia węgla kamiennego.
Siedziba rzymskokatolickiej diecezji Chifeng.

## Podział administracyjny
Prefektura miejska Chifeng podzielona jest na:
- 3 dzielnice: Hongshan, Yuanbaoshan, Songshan,
- 2 powiaty: Ningcheng, Linxi,
- 7 chorągwi: chorągiew Ar Horqin, lewa chorągiew Bairin, prawa chorągiew Bairin, chorągiew Hexigten, chorągiew Ongniud, chorągiew Harqin, chorągiew Aohan.